# Djibril Diaw
Pour les articles homonymes, voir Diaw.
Djibril Diaw, né le 31 décembre 1994 à Dakar, est un footballeur international sénégalais qui joue au poste de défenseur central aux Girondins de Bordeaux.

## Biographie

### Jeunesse
El Hadji Pape Djibril Diaw a fait ses premiers pas dans l'école de football de son père Abdoulaye Diaw, dirigée par les formateurs Amadou Sall "Ndama" et Pape Cheikh Diallo. Il dispute ensuite les navétanes, des compétitions informelles de quartier très populaires au Sénégal, officiellement appelées « championnat national populaire » (CNP). Il joue en CNP avec l'ASC Bastos puis l'ASC Wallidann de Derklé avant de franchir un cap en 2011 en intégrant l'équipe de la Jeanne d’arc de Dakar, fraichement reléguée en Ligue 2 sénégalaise.

### Carrière en club

#### Débuts au Sénégal
Il fait ses débuts lors de la 5e journée du championnat sénégalais, comme attaquant, alors que son équipe n’avait ni gagné ni marqué un but. Il marque le premier but de l'histoire de la Jeanne d’Arc en 2e division. Cette année-là, il inscrit trois buts en seniors, et deux buts avec les juniors.
En 2012, le président de l’AS Yeggo (1re division) Abdoulaye Touré, l’enrôle pour le faire évoluer en défense comme latéral gauche pendant deux ans. C’est lors de cette période qu’il est sélectionné pour la première fois en équipe nationale U23 du Sénégal par Aliou Cissé, qui le repositionne dans l'axe.
En 2014-2015, l'équipe du Port autonome (1re division) le recrute et il réalise une très bonne saison. 

#### Carrière en Europe
Djibril Diaw est repéré par l'ASV Geel (D2 Belge) en 2014 lors d’un match de championnat du Sénégal. En 2015, il signe à Geel un contrat d’un an, grâce à un partenariat avec le NSFC Iyane, une structure dédiée à l'éclosion des jeunes talents sénégalais. Cette académie de football fut fondée par l’ancien international Ibrahima Iyane Thiam, joueur de Geel, qui rachètera le Korona Kielce, futur club de Diaw, en 2016. Après six mois passés en Belgique, et seulement trois matchs joués (aucune titularisation), il est recruté par le Korona Kielce (Division 1 polonaise), qui lui offre un contrat d'un an à la suite d'un essai concluant.
Il joue son premier match le 4 mars 2016 lors du déplacement au Podbeskidzie Bielsko-Biała où le Korona décroche un nul 1-1. Élu homme du match, Diaw figure dans l'équipe-type de la journée. Le Korona entame alors une série de onze matches sans défaite, un record pour le club. Cette bonne série permet une fin de play-down paisible, car le Korona est déjà sauvé. Diaw apparait une deuxième fois dans le onze type le 6 mai 2016 après un match contre le même Podbeskidzie Bielsko-Biała en play-down, durant lequel il est réélu homme du match. La presse polonaise le place sur la liste des dix meilleurs transferts de la saison 2015-2016.

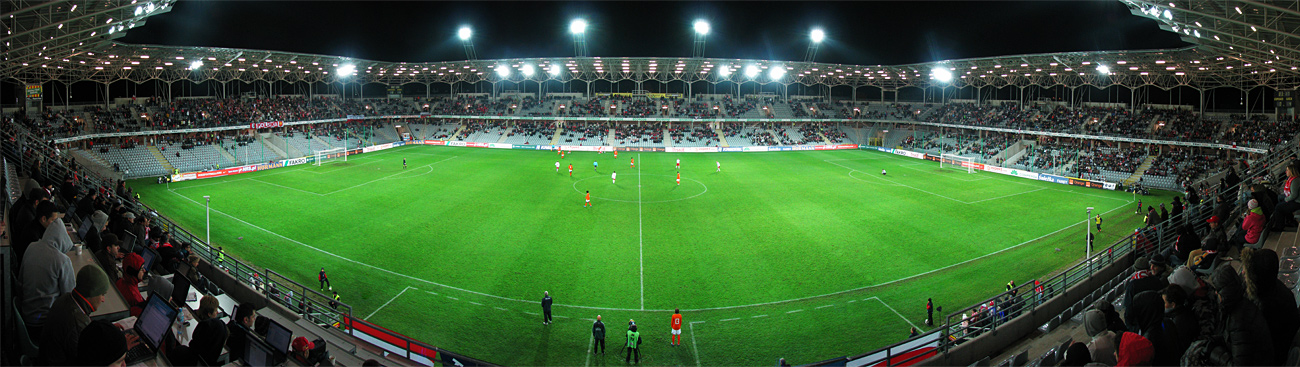
Djibril Diaw dispute 35 matches à la Kolporter Arena, stade du Korona Kielce.

Après deux buts refusés par l'arbitre, contre le Jagiellonia Białystok le 14 mai 2016, et contre le Piast Gliwice le 31 juillet 2016, il marque son premier but lors du déplacement au Lechia Gdańsk le 12 août, malgré une défaite 3-2, Djibril Diaw égalisant à 2 partout à la 70e minute de la tête avant que Lechia ne marque un troisième but dans le temps additionnel. En décembre 2016, il prolonge son contrat avec le Korona jusqu'à fin juin 2019.
Ses trois saisons pleines attirent les regards de nombreux scouts. Il est notamment suivi par la cellule de recrutement du SCO Angers, qui lui fait signer en janvier 2019 un contrat de deux ans et demi, moyennant une indemnité de transfert non dévoilée.
En juin 2019, il est prêté une saison à Caen, tout juste relégué en Ligue 2. Il remporte le Trophée des Normands en juillet mais ne disputera que sept matches avec l'équipe première. De retour à Angers, il effectue la préparation avec l'équipe réserve avant de résilier son contrat en octobre.
Il s'engage en février 2021 avec le Žalgiris Vilnius, champion de Lituanie. D'abord remplaçant, il devient titulaire indiscutable à partir du mois de mai. Il dispute les trois Coupes européennes lors de l'été 2021 puis réalise le doublé coupe-championnat à l'automne.
Il signe dans le club ukrainien du Rukh Lviv en janvier 2022, pour un montant estimé à 100 000 €. Il effectue la préparation de la deuxième partie de saison, mais est contraint de quitter le pays à la suite de l'invasion de l'Ukraine par la Russie. La FIFA autorisant exceptionnellement les footballeurs évoluant en Ukraine à s'engager dans un autre club, il prêté pour trois mois à l'Arka Gdynia, club du haut de tableau de D2 polonaise.
Il fait son retour en France le 20 juin 2022, prêté pour un an au Stade lavallois. Il marque deux buts de la tête sur corner en début de saison.

### Parcours en sélection

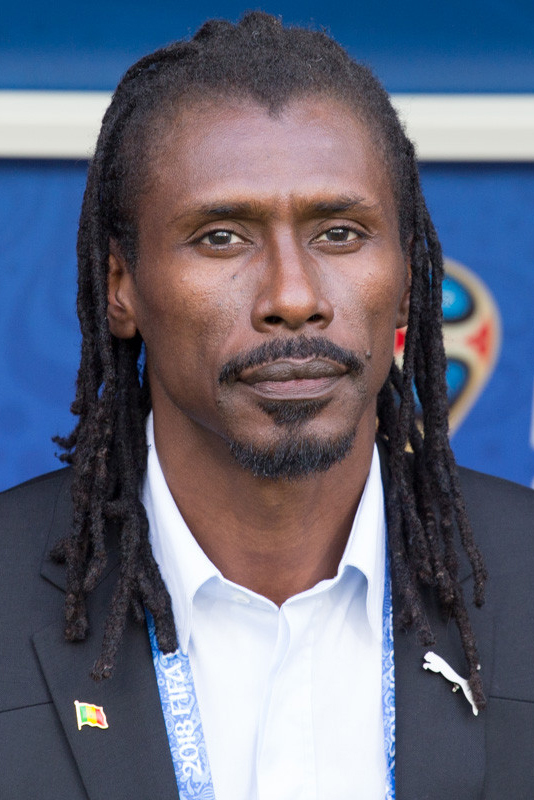
Aliou Cissé offre à Djibril Diaw ses premières capes en sélection olympique puis A.

International U23 depuis 2014, Pape Djibril Diaw fait partie de l’équipe olympique du Sénégal qui arrache la médaille d’or en 2015 aux Jeux africains de Brazzaville au Congo. Outsider dans une poule à trois où le Ghana et le Nigeria sont favoris, le Sénégal termine 2e après deux nuls devant le Ghana (0-0) et le Nigeria (1-1). En demi-finale, le Sénégal bat le Congo (3-1) avant de remporter la finale devant le Burkina Faso (3-1).
Pendant les éliminatoires de ces mêmes Jeux africains, le Sénégal élimine le Mali (2-2 à l’aller où Pape Djibril Diaw égalise à un partout à Bamako, et 1-1 au retour à Mbour au stade Caroline Faye).
En novembre 2015, lors de la Coupe d’Afrique U23 organisée à Dakar, Pape Djibril Diaw termine 4e avec le Sénégal, ratant son tir au but lors du match pour la troisième place. Les Lionceaux de la Téranga ratent ainsi l’occasion de se qualifier pour les Jeux olympiques de Rio 2016. Porté par le tout jeune Ismaïla Sarr, le Sénégal avait pourtant fait un carton plein lors de la phase de groupes, avec trois victoires devant l’Afrique du Sud (3-1), la Tunisie (2-0) et la Zambie (1-0).
En septembre 2018, pour la première fois de sa carrière, Djibril Diaw fait partie des sept réservistes dans une liste élargie de l'équipe du Sénégal A pour une double confrontation face au Soudan, comptant pour les éliminatoires de la CAN 2019. Le 8 octobre 2018, à la suite du forfait de Lamine Gassama, il est appelé en sélection par Aliou Cissé. Présent sur le banc lors des deux matches, il n'entrera pas en jeu. Il est de nouveau réserviste pour le match suivant face à la Guinée équatoriale. En mars 2019, trois jours après une nouvelle apparition sur le banc face à Madagascar, il fait ses débuts en équipe nationale, titulaire lors d'une victoire contre le Mali. Absent de la liste pour la CAN 2019 en raison de son faible temps de jeu avec Angers, il est rappelé en octobre 2019 pour une rencontre amicale à Singapour face au Brésil, mais n'entre pas en jeu.

## Style de jeu
Longiligne et gaucher, il a un profil proche de Papy Djilobodji, qu'il considère comme un exemple,.
En 2019, Yohan Eudeline, directeur sportif du SM Caen qui avait œuvré pour la venue de Diaw à Angers, dit de lui : « Il a toutes les qualités d'un bon défenseur central : bon de la tête, bonne relance, fort dans les duels et intelligent ».
En octobre 2019, Aliou Cissé, sélectionneur du Sénégal, loue ses qualités athlétiques, sa vitesse et sa technique, des qualités également remarquées par Maciej Bartoszek, son ancien entraîneur au Korona Kielce, qui souligne aussi son ambition et sa capacité à ne jamais lâcher prise.

## Palmarès
Il remporte la médaille d'or lors des Jeux africains de 2015.
Il réalise le doublé coupe-championnat lituanien avec le Žalgiris Vilnius en 2021.